# Championnats panarabes d'athlétisme 1997-1998
Navigation
Édition précédente Édition suivante
Les Championnats arabes d'athlétisme 1997 se sont déroulés en deux temps. La première partie organisée  à Taïf en Arabie saoudite s’est limitée aux compétitions masculines. En l’absence   du Maroc et de la Tunisie la concurrence  a surtout opposé Le Qatar et l’Arabie saoudite et le premier l’a emporté par 10 titres à 5. 
Deux records arabes juniors  ont été battus  ainsi que 7 records des championnats et 20 records nationaux. 
Quant à la seconde partie, consacrée aux féminines, elle a réuni 5 nations : la Tunisie, l’Égypte, la Syrie, le Liban et la Palestine.
Profitant de l’absence des marocaines et des Algériennes, l’Égyptienne Karima Meskine a retrouvé sa domination avec 5 médailles d’or. Mais le niveau technique général a été très faible.

## Résultats

### Hommes
| Event                 | Or                                      | Or             | Argent                                | Argent         | Bronze                                  | Bronze         |
| --------------------- | --------------------------------------- | -------------- | ------------------------------------- | -------------- | --------------------------------------- | -------------- |
| 100 mètres            | Sultan Esheeb Qatar                     | 10 s 52        | Saâd Meftah Qatar                     | 10 s 27        | Mohamed Mubarak El-Yami Arabie saoudite | 10 s 80        |
| 200 mètres            | Mohamed Abdallh Al-Huti Oman            | 20 s 81        | Ibrahim Ismaïl Qatar                  | 20 s 86        | Malik Louahla Algérie                   | 20 s 91        |
| 400 mètres            | Ibrahim Ismaïl Qatar                    | 45 s 44        | Hamdan Awadh El-Bishi Arabie saoudite | 46 s 51        | Sami Suleiman Srour Qatar               | 47 s 77        |
| 800 mètres            | Mohamed Yagoub Babakir Soudan           | 1 min 51 s 7   | Aissa Djabir Said-Guerni Algérie      | 1 min 51 s 24  | Othman Mohamed Othman Arabie saoudite   | 1 min 52 s 2   |
| 1 500 mètres          | Mohamed Yagoub Babakir Soudan           | 3 min 44 s 18  | Mohamed Suleiman Qatar                | 3 min 47 s 83  | Ahmed Karama Algérie                    | 3 min 48 s 10  |
| 5 000 mètres          | Alian Ali Al-Qahtani Arabie saoudite    | 14 min 25 s 8  | Jamal Abdi Qatar                      | 14 min 43 s 4  | Kamel Kahil Algérie                     | 14 min 47 s 8  |
| 10 000 mètres         | Ahmed Ibrahim Qatar                     | 30 min 41 s 2  | Kamel Kahil Algérie                   | 30 min 43 s 86 | Abdallah Youssef Qatar                  | 31 min 37 s 57 |
| 3000 mètres steeple   | Saâd Shaddad Arabie saoudite            | 8 min 53 s 8   | Jamal Hassen Abdi Qatar               | 8 min 56 s 78  | Laïd Bassou Algérie                     | 8 min 57 s 90  |
| 110 mètres haies      | Mubarak Khassif Qatar                   | 13 s 87        | Hamad Eddoussary Qatar                | 14 s 92        | Badr Abbes Koweït                       | 14 s 25        |
| 400 mètres haies      | Mubarak al-Nubi Qatar                   | 49 s 63        | El Hefny Abdelmaksoud Égypte          | 51 s 06        | Ali Ismaïl Abdelmoneim Qatar            | 51 s 44        |
| Saut en hauteur       | Fakhreddine Foued Jordanie              | 2,17 m         | Hammad Abderrahman Algérie            | 2,17 m         | Majed Sultan El Manaa Arabie saoudite   | 2,11 m         |
| Saut à la perche      | Ahmed Abdelkarim Qatar                  | 5,05 m         | Rafik Mefti Algérie                   | 5,05 m         | Oualid Zayed Qatar                      | 4,70 m         |
| Saut en longueur      | Hessine Tahar Essabaâ Arabie saoudite   | 8,01 m         | Hatem Mohamed Mersal Égypte           | 7,92 m         | Salem Messaêd El-Ahmadi Arabie saoudite | 7,62 m         |
| Triple saut           | Salem Messaêd El-Ahmadi Arabie saoudite | 17 m           | Mohamed Adam Mohamed Arabie saoudite  | 16,11 m        | Ibrahim Boubaker Qatar                  | 16,03 m        |
| Lancer du poids       | Bilal Saâd Qatar                        | 19,65 m        | Khalid El-Khalidi Arabie saoudite     | 17,56 m        | Abdallah Srour Koweït                   | 16,57 m        |
| lancer du disque      | Khalid El-Khalidi Arabie saoudite       | 54,68 m        | Abdallah El-Shommari Arabie saoudite  | 52,80 m        | Tarek Ennajjar Jordanie                 | 51,52 m        |
| Lancer du marteau     | Hakim Toumi Algérie                     | 71,28 m        | Sherif El Hennaoui Égypte             | 70,48 m        | Nasser El Jar-Allah Koweït              | 67,84 m        |
| Lancer du javelot     | Firas El-Mahameed Syrie                 | 74,74 m        | Ali Saleh El-Jadaani Arabie saoudite  | 74,10 m        | Walid Abderrazak Égypte                 | 71,92 m        |
| Décathlon             | Hassen Farouk Essayad Égypte            | 6788 pts       | Abdallah Marzoug Arabie saoudite      | 6725pts        | Houssem Abdellatif Égypte               | 6648 pts       |
| Semi-marathon         | Abdallah Youssef Qatar                  | 1 h 6 min 17 s | Ahmed Adam Saleh Soudan               | 1 h 6 min 19 s | Abidi Saïd Djibouti                     | 1h 7 min 2 s   |
| Relais 4 × 100 mètres | Qatar                                   | 39 s 94        | Algérie                               | 40 s 26        | Oman                                    | 40 s 86        |
| Relais 4×400 mètres   | Qatar                                   | 3 min 9 s 20   | Arabie saoudite                       | 3 min 13 s 79  | Algérie                                 | 3 min 15 s 87  |

### Dames
| Event                 | Or                          | Or             | Argent                    | Argent        | Bronze                      | Bronze         |
| --------------------- | --------------------------- | -------------- | ------------------------- | ------------- | --------------------------- | -------------- |
| 100 mètres            | Karima Meskine Égypte       | 11 s 78        | Aouatef Hamrouni Tunisie  | 11 s 93       | Wafa Mubarak Égypte         | 11 s 95        |
| 200 mètres            | Karima Meskine Égypte       | 24 s 1         | Aouatef Hamrouni Tunisie  | 25 s          | Wafa Mubarak Égypte         | 25 s 4         |
| 400 mètres            | Karima Meskine Égypte       | 55 s 5         | Abir Nakhli Tunisie       | 57 s 2        | Ibtissem Fathy Égypte       | 58 s 8         |
| 800 mètres            | Abir Nakhli Tunisie         | 2 min 10 s 8   | Nadia Hamdy Égypte        | 2 min 17 s 6  | Natalia Farran Liban        | 2 min 20 s 4   |
| 1 500 mètres          | Abir Nakhli Tunisie         | 4 min 48 s 9   | Natalia Farran Liban      | 4 min 56 s 3  | Nadia Hamdy Égypte          | 5 min 3 s 3    |
| 5 000 mètres          | Zeineb Bakour Syrie         | 17 min 52 s 9  | Mahassen Ajaj Syrie       | 19 min 2 s 9  | Samah Shaaban Égypte        | 19 min 53 s 3  |
| 10 000 mètres         | Zeineb Bakour Syrie         | 37 min 21 s 1  | Mahassen Ajaj Syrie       | 40 min 56 s 5 | Najoua Ibrahim Égypte       | 41 min 54 s 2  |
| 100 mètres haies      | Sheryne Khayri Égypte       | 15 s           | Rola Hambersian Syrie     | 17 s 31       | Raouâa Tanta Palestine      | 19 s 3         |
| 400 mètres haies      | Hela Abderrehim Égypte      | 63 s 5         | Shaïma El-Koumi Égypte    | 65 s          | Samar Danoun Syrie          | 67 s 3         |
| Saut en hauteur       | Rym Al-Abdallah Syrie       | 1,55 m         | Karine Boushakejian Liban | 1,50 m        | Sheryne Khayri Égypte       | 1,50 m         |
| Saut en longueur      | Monia Jelassi Tunisie       | 5,74 m         | Nashoua Abdelhay Égypte   | 5,41 m        | Ghada Ismaïl Égypte         | 5,33 m         |
| Triple saut           | Monia Jelassi Tunisie       | 12,42 m        | Ghada Ismaïl Égypte       | 11,50 m       | Nashoua Abdelhay Égypte     | 11,11 m        |
| Lancer du poids       | Wafa Ismaïl Baghdadi Égypte | 14,78 m        | Amel Ben Khaled Tunisie   | 14,64 m       | Hana El Meligui Égypte      | 13,64 m        |
| lancer du disque      | Monia Kari Tunisie          | 48,87 m        | Hanan Khaled Égypte       | 43,60 m       | Walae Ibrahim Égypte        | 15,12 m        |
| Lancer du javelot     | Mona Mohamed Morsy Égypte   | 39,49 m        | Sououd El Haris Liban     | 39,16 m       | Salam Saïd Syrie            | 38,00 m        |
| Heptathlon            | Sououd El Haris Liban       | 4306           | Rania Abdelaziz Égypte    | 3977 pts      | Haniya El-Gameel Égypte     | 3890 pts       |
| 10 km marche          | Nagwa Ibrahim Ali Égypte    | 52 min 19 s    | Rabab Ezzine Égypte       | 57 min 51 s   | Lamis El Majrissi Syrie     | 1 h 4 min 19 s |
| Semi-marathon         | Zeineb Baccour Syrie        | 1 h 27 min 1 s | Iman Hessine Égypte       | 1h 45 min 5 s | Mona Mohamed Mahmoud Égypte | 1 h 47 min 5 s |
| Relais 4 × 100 mètres | Égypte                      | 49 s 3         | Syrie                     | 54 s 5        |                             |                |
| Relais 4×400 mètres   | Égypte                      | 3 min 59 s 7   | Liban                     | 4 min 7 s 5   | Syrie                       | 4 min 21 s 5   |

## Tableau des médailles

### Hommes
| Rang | Nation              | Or | Argent | Bronze | Total |
| ---- | ------------------- | -- | ------ | ------ | ----- |
| 1    | Qatar               | 10 | 6      | 5      | 21    |
| 2    | Arabie saoudite     | 5  | 7      | 4      | 16    |
| 3    | Soudan              | 2  | 1      | 0      | 3     |
| 4    | Algérie             | 1  | 5      | 5      | 11    |
| 5    | Égypte              | 1  | 3      | 2      | 6     |
| 6    | Jordanie            | 1  | 0      | 1      | 2     |
| 6    | Oman                | 1  | 0      | 1      | 2     |
| 8    | Syrie               | 1  | 0      | 0      | 1     |
| 9    | Koweït              | 0  | 0      | 3      | 3     |
| 10   | Djibouti            | 0  | 0      | 1      | 1     |
| 11   | Bahreïn             | 0  | 0      | 0      | 0     |
| 11   | Liban               | 0  | 0      | 0      | 0     |
| 11   | Émirats arabes unis | 0  | 0      | 0      | 0     |
| -    | Total               | 22 | 22     | 22     | 66    |

### Dames
| Rang | Nation    | Or | Argent | Bronze | Total |
| ---- | --------- | -- | ------ | ------ | ----- |
| 1    | Égypte    | 10 | 8      | 13     | 31    |
| 2    | Tunisie   | 5  | 4      | 0      | 9     |
| 3    | Syrie     | 4  | 4      | 4      | 12    |
| 4    | Liban     | 1  | 4      | 1      | 6     |
| 5    | Palestine | 0  | 0      | 1      | 1     |
| -    | Total     | 20 | 20     | 19     | 59    |